# عربيدر (مناخة)

تعديل مصدري - تعديل

عربيدر هي إحدى قرى عزلة لهاب بمديرية مناخة التابعة لمحافظة صنعاء، بلغ تعداد سكانها 353 نسمة حسب تعداد اليمن لعام 2004.